# Büttikofers jungletimalia
Büttikofers jungletimalia (Pellorneum buettikoferi synoniem: Trichastoma buettikoferi) is een zangvogel uit de familie Pellorneidae. Deze vogel werd in 1892 door de in Nederlandsch-Indië werkzame arts en ornitholoog Adolphe Vorderman beschreven en vernoemd naar de ornitholoog Johann Büttikofer. Het is een voor uitsterven gevoelige vogelsoort van Sumatra.

## Kenmerken
De vogel is 15 cm lang. Het is een onopvallende vogel, licht roomkleurig van onder en grijsbruin van boven, met een relatief kort staartje en een grijs "gezicht". De snavel is hoornkleurig grijs van boven en lichtbruin van onder, de poten zijn vleeskleurig, soms gelig. Het oog is roodachtig tot bleekbruin. Het verschil met de nauw verwante Tickells jungletimalia (T. tickelli) is de kortere staart en de wat blekere kleuren in het verenkleed.

## Verspreiding en leefgebied
Deze soort komt voor in de provincie Lampung (Zuid-Sumatra, Indonesië) in de ondergroei van primair regenwoud of in het struikgewas aan de randen van gedegradeerd bos tot op 800 à 900 m boven zeeniveau.

## Status
Büttikofers jungletimalia heeft een beperkt verspreidingsgebied en daardoor is de kans op uitsterven aanwezig. De grootte van de populatie is niet gekwantificeerd. Men neemt aan dat de populatie-aantallen afnemen door habitatverlies (ontbossing) waarbij natuurlijk bos wordt omgezet in gebied voor agrarisch gebruik. Om deze redenen staat deze soort als gevoelig op de Rode Lijst van de IUCN.